# Čule
Čule su naseljeno mjesto u gradu Mostaru, Federacija Bosne i Hercegovine, BiH.

## Stanovništvo

### 1991.
Nacionalni sastav stanovništva 1991. godine, bio je sljedeći:
ukupno: 322
- Hrvati - 322

### 2013.
Nacionalni sastav stanovništva 2013. godine, bio je sljedeći:
ukupno: 387
- Hrvati - 387